# Train of Thought (a-ha)
«Train of Thought» — сингл альбому Hunting High and Low норвезького гурту a-ha, випущений 24 березня 1986 року.

## Музиканти
- Пол Воктор-Савой (Paul Waaktaar-Savoy) (6 вересня 1961) — композитор, гітарист, вокалист.
- Магне Фуругольмен (Magne Furuholmen) (1 листопада 1962) — клавішник, композитор, вокаліст, гітарист.
- Мортен Гаркет (Morten Harket) (14 вересня 1959) — вокаліст.

## Композиції

### 7"
| #  | Назва                            | Тривалість |
| -- | -------------------------------- | ---------- |
| 1. | «Train Of Thought»               | 4:11       |
| 2. | «And You Tell Me (Demo Version)» | 1:50       |

### 12"
| #  | Назва                      | Тривалість |
| -- | -------------------------- | ---------- |
| 1. | «Train Of Thought»         | 4:11       |
| 2. | «Train Of Thought (Remix)» | 4:17       |
| 3. | «And You Tell Me»          | 1:56       |

## Позиції в чартах
| Рік  | Чарт                   | Найкраща позиція |
| ---- | ---------------------- | ---------------- |
| 1986 | Британський сингл-чарт | 8                |
| 1986 | Ірландський сингл-чарт | 5                |
| 1986 | Німецький сингл-чарт   | 14               |